# Проклятые (фильм, 2004)
«Проклятые» (англ. Blessed) — фильм ужасов/драма/триллер 2004 года режиссёра Саймона Феллоуза. Картина имеет некоторые общие черты и начала с фильмом «Ребёнок Розмари» 1968 года.

## Сюжет
Супружеская пара Крэйг и Саманта Ховард уже давно желают завести себе ребёнка, однако этого сделать естественным путём у них не получается. После некоторых раздумий они решают обратиться в институт искусственного оплодотворения. Здесь пара сталкивается с различного рода странными событиями и обстоятельствами: исчезает супружеская пара, которая жила в доме напротив; доктора утверждают, что весьма неестественное поведение внутриутробного плода в виде царапания изнутри является приемлемой нормой развития будущего ребёнка. Вскоре герои начинают прослеживать связь между институтом, в который они обратились, и сектой, которая декларирует будущий новый рассвет и порядок. Наконец оказывается, что Саманта Ховард должна стать матерью Люцифера.

## В ролях
| Актёр               | Роль               |
| ------------------- | ------------------ |
| Хизер Грэм          | Саманта Ховард     |
| Джеймс Пьюрфой      | Крэйг Ховард       |
| Фионнула Флэнаган   | Джей Ллойд Самуэль |
| Алан МакКенна       | детектив Коннорс   |
| Майкл Джей Рейнолдс | доктор Ломан       |
| Дебора Вестон       | доктор Лидс        |
| Стелла Стивенс      | Бетти              |
| Уильям Хуткинс      | детектив Лодердейл |
| Энди Серкис         | отец Карло         |
| Дэвид Хеммингс      | Эрл Сидней         |
| Мишель Жентилль     | миссис Губер       |